# Trichaea metallica
Trichaea metallica là một loài bướm đêm trong họ Crambidae.